# Rejtő László
Rejtő László (született Roth) (Budapest, 1899. november 20. – Budapest, 1967. július 12.) sportújságíró.

## Életpályája
Budapesten született Roth Vilmos (1869–1944) és Braun Klotild gyermekeként. Apai nagyszülei Roth Jakab és Pollák Náni voltak. Középiskolai tanulmányai végeztével gyári tisztviselő lett. 1925. november 16-án házasságot kötött Werner Juda Jakab és Fleischer Regina lányával, Erzsébettel (1897–1973). 1928-tól újságíróként működött, ekkor jelentek meg első írásai a Hétfői Újságban, később felelős kiadója lett a Gyermekvédelem című lapnak. Újságírói pályája 1945 után bontakozott ki. 1945. áprilistól a meginduló Kossuth Népe című napilap sportrovatvezetője. 1948–1961 között a Népszava sportrovatának vezetője. Nevéhez fűződik az első sportcélokat szolgáló borítékos sorsjegy ötlete és árusítása.
1919-től vett részt a munkásmozgalomban. 1945-től 1964. december 31-ig titkára, később főtitkára az Újságírók Szanatórium Egyesületének (USZE). Kiemelkedő szerepe volt abban, hogy az USZE magas színvonalú orvosi ellátást, betegbiztosítást és üdülési lehetőséget nyújtó intézménnyé fejlődött.

## Írásai
Írásai gyakran megjelentek szovjet és német lapokban is. Különösen emlékezetes átfogó sporttörténeti cikksorozata.

### Főbb művei
- Az aranycsapat és árnyai (Budapest, 1966)
- Kilenc klub krónikája (Csepeli Vasas, Diósgyőri VTK stb.) (Budapest, 1969)
- Labdarúgó bajnokságaink, 1901–1969 (Hoppe Lászlóval, Budapest, 1970)
- Felejthetetlen kilencven percek (A magyar labdarúgó-válogatott 477 mérkőzése, 2. javított és bővített kiadás, Lukács Lászlóval és Szepesi Györggyel, Budapest, 1974)
- Rejtő László–Lukács László–Szepesi György: Felejthetetlen 90 percek. A magyar labdarúgó-válogatott túl az 500. mérkőzésen; 3., jav. kiad.; Sport, Budapest, 1977